# مایکل روکت
مایکل روکت (انگلیسی: Michel Rouquette؛ زادهٔ ۲۶ اوت ۱۹۵۰) بازیکن فوتبال اهل فرانسه است.
از باشگاه‌هایی که در آن بازی کرده‌است می‌توان به آ.اس موناکو و باشگاه فوتبال سن-اتین اشاره کرد.